# Moeka Haruhi
Moeka Haruhi (春日 萌花, Haruhi Moeka), née le 8 octobre 1984,, est une sportive professionnelle pratiquant le catch. C'est également une gravure idol, mannequin japonais, une comédienne et personnalité de la télévision et de la radio japonaise.

## Biographie
Moeka Haruhi commence sa carrière dans le monde du catch en intégrant  en 2005 la fédération, aussi appelée promotion, Gatokunyan. Haruhi est restée avec cette promotion pendant deux ans, avant de rejoindre en 2008 Pro Wrestling Wave, promotion féminine de catch. Au sein de celle-ci, elle est devenue titulaire unique des titres des championnats féminines d'Asie-Pacifique, du Garter Match et TLW World Young Women's Tag Team Championships. Elle remporte à trois reprises le Ironman Heavymetalweight Championship, titre décerné par la fédération japonaise DDT Pro-Wrestling. Aucun des trois autres titres n'est un titre majeur : ceci est lié à des périodes d'inactivité pouvant durer plusieurs mois, voire des années. 
Elle travaille également pour une autre promotion japonaise, Osaka Joshi Pro Wrestling sous le nom de scène de Shitennouji Moeko (四天王寺萌子, Shitennōji Moeko). 
Moeka Haruhi n'est pas son vrai nom, mais plutôt un nom de scène pour faire référence à sa personnalité cosplay.

## Championnats et réalisations
- DDT Pro-Wrestling
  - Ironman Heavymetalweight Championship (trois fois)[7]
- Oi Festa / Le festival d'Oi Dontaku
  - Championnat féminin d'Asie-Pacifique (une fois)[3]
- Pro Wrestling Wave
  - Garter Match
  - TLW World Young Women's Tag Team Championships (une fois) – avec Misaki Ohata
- PURE-J
  - Daily Sports Women's Tag Team Championship (en) (une fois) – avec Makoto[8]